# Aeolostoma
Aeolostoma is een geslacht van vlinders van de familie bladrollers (Tortricidae), uit de onderfamilie Tortricinae.

## Soorten
- A. melanostoecha Diakonoff, 1953
- A. orophila Diakonoff, 1953
- A. scutiferana (Meyrick, 1881)